# عمارة منغوليا

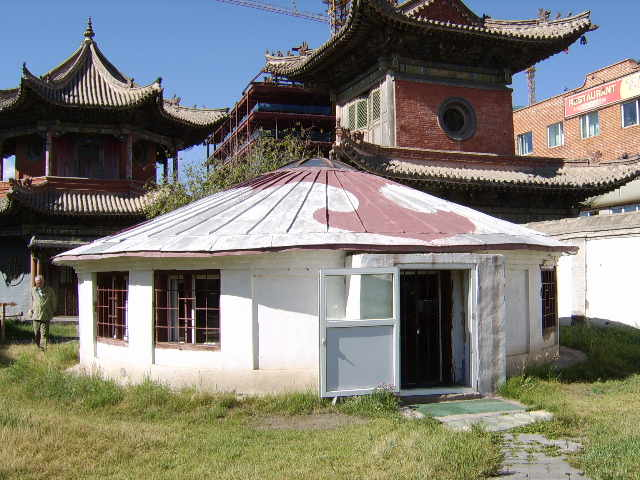

تعتمد عمارة منغوليا إلى حد كبير على المساكن التقليدية مثل منازل اليورت والخيام. بُنيت خلال القرنين السادس عشر والسابع عشر أديرة رهبان اللاما في جميع أنحاء البلاد باعتبارها معابد، وجرى توسيعها لاحقًا لاستيعاب الأعداد المتزايدة من المصلين. صمم المعماريون المنغوليون معابدهم بستة واثني عشر زوايا وسقوف هرمية تقارب الشكل الدائري لليورت. أدى التوسع الإضافي إلى شكل تربيعي في تصميم المعابد، مع أسقف على شكل خيام قطبية. استُبدل الحجر والجوائز الخشبية والألواح بجدران التعريشة والأسقف القطبية وطبقات اللباد. حدد الفنان المنغولي ومؤرخ الفن إن. شولتوم ثلاثة أنماط من العمارة المنغولية التقليدية (المنغولية والتبتية والصينية)، تظهر بمفردها أو معًا. باتو تساغان (1654)، الذي صممه زانابازار وكان معبدًا تربيعيًا مبكرًا. دير الداششويلين خييد في أولان باتور هو مثال على عمارة يورت. بُني معبد لافرين في القرن الثامن عشر في دير رهبان اللاما إيردن زوو من خلال تقليد تبتي. معبد غوايجن بلما سام (1904)، يخدم اليوم كمتحف، هو مثال على معبد مبني باستخدام التقاليد الصينية. يجمع معبد تسوغشن بين التقاليد المنغولية والصينية. كان معبد مايتريا (الذي هُدم في عام 1938) مثالًا على العمارة التبتية المنغولية. بدأ دير الداششويلين خييد مشروعًا لترميم المعبد ونحت (24 مترًا) من المايتريا. يمكن رؤية بعض التأثيرات الهندية في العمارة المنغولية، خاصة في تصميم ستوبا البوذية.

## الفترة القديمة
حكم اتحاد شيونغو منغوليا الحالية منذ القرن الثالث قبل الميلاد وحتى القرن الأول الميلادي، وعاشوا في خيام مستديرة الشكل قابلة للنقل على عربات ومنازل اليورت المستديرة. عاش الأرستقراطيون من الشيونغو في قصور صغيرة وكانت قراهم محمية بجدران ضخمة، ويذكر إس. آي. رودينكو بناء العاصمة المصنوع من قطع الأشجار. تشير الحفريات الأثرية على شيونغو امتلكوا بلدات وكانت مدينتهم الرئيسية تدعى لووت هوت (مدينة التنين).
هيمنت على المنطقة دول قوية طورتها القبائل التركية والأويغورية منذ القرن السادس حتى القرن التاسع، وكان هناك العديد من المدن والبلدات التركية في وديان نهر أورخون وتول وسيلينجا. كانت باليكليك المدينة الرئيسية في خانية غوك تورك. تمركزت خاقانية الأوريغور التي جاءت بعد الترك في مدينة كارا بالغاسان، تأسست في أوائل القرن الثامن. جرى الحفاظ على جزء من جدار الحصن الذي يبلغ ارتفاعه 12 مترًا مع برج المراقبة. توجد منطقة تجارية حرفية كبيرة في المدينة تأثرت عمارتها بتقاليد بلاد الصغد والتقاليد الصينية.
كشفت الحفريات الأثرية عن آثار للمدن التي تعود لفترة كيدان منذ القرن العاشر وحتى القرن الثاني عشر. تُعد مدينة هاتون هوت التي تأسست في عام 944 أهم مدينة جرى التنقيب عنها. بارز هوت هي مدينة بارزة أخرى من فترة كيدان تغطي مساحتها 290 هكتارًا، تُحاط المدينة بجدران طينية تبلغ سماكتها اليوم 4 أمتار ويتراوح ارتفاعها بين 1.5 إلى 2 متر.

## منازل اليورت
اليورت هو مسكن تقليدي للبدو الرحل في منغوليا، عبارة عن هيكل دائري مدعوم بإطار خشبي قابل للطي ومغطى بلباد الصوف.
بُنيت اليورت المحمولة على عربات خلال القرنين الثاني عشر والثالث عشر من أجل الحكام. عُثر على البطانات المعدنية الكبيرة لمحاور العجلات خلال عمليات التنقيب في قراقورم. كان طول المحور أكثر من 6 أمتار وكانت العربة تُجر بواسطة 22 ثور. ذُكرت مثل هذه المنازل في التاريخ السري للمنغول.
عادة ما يجري ترتيب معسكرات اليورت في العصور الوسطى على شكل دائرة (هوري)، ويكون منزل اليورت الخاص بالقائد في المركز. استُبدل الترتيب الدائري (هوري) بالترتيب المتجاور في القرنين الثالث شر والرابع عشر في الخانات المنغولية وفي نهاية الصراع الداخلي. شكل الشكل الدائري التصميم الأساسي للأديرة (التي كانت في البداية متحركة) بعد تفكك الخانات في القرن الخامس عشر. هناك أسلوب لتخطيط الدير يُسمى خييد (يتبع الترتيب التبتي) خلال القرنين السادس عشر والسابع عشر عندما أُعيد إدخال البوذية إلى المنطقة. تطورت الأديرة ومخيمات ذات الترتيب الدائري إلى بلدات ومدن واحتفظت أسمائهم بكلمة هوري (على سبيل المثال، نيزليل هوري وزاساغتو خان يو).
احتوت الأسقف في الأصل على منحدرات أكثر حدة مع وجود حافة حول الفتحة الوسطى للسماح للدخان الناتج عن النار المركزية بالتنفيس. أُدخلت مواقد مغلقة مع مداخن خلال القرنين الثامن عشر والتاسع عشر، مما سمح بتصميم أبسط مع صورة ظلية أقل. يوجد تطور آخر حديث يشمل طبقة إضافية من القماش للحماية من المطر.
يعكس تنظيم المساحة الداخلية وتوزع الأثاث أدوار الأسرة والمفاهيم الروحية. تُعد الاتجاهات السماوية أمرًا مهمًا، ويواجه الباب الجنوب دومًا. يستخدم الرعاة موقع الشمس في تاج اليورت كمزولة شمسية.
استُخدمت منازل اليورت في آسيا الوسطى لآلاف السنين. أثرت على الأشكال المعمارية الأخرى في منغوليا، وخاصة المعابد. يعيش ما بين 30% إلى 40% من السكان في الخيام وكثير منهم في ضواحي المدينة.

## الخيام
لعبت الخيام دورًا مهمًا في تطوير العمارة المنغولية، وكثيرًا ما استخدمت هذه الملاجئ المؤقتة في الظروف الرعوية. نُصبت الخيام من أجل الألعاب المنغولية والأعياد والتجمعات الأخرى.
جودغور عبارة عن خيمة صغيرة تتسع لشخص أو شخصين، بينما المايهان هي خيمة أكبر تتسع لمجموعة من الأشخاص. التستسار هو عبارة عن غطاء قماشي يستند على دعامات رأسية يحل محل الجدار. والتساشير هي خيمة كبيرة مستطيلة الشكل بجدران قماش رأسية. والآزار هو الاسم العام لتساشير.
أفاد كتاب جيوفاني دا بيان ديل كاربين المعروف باسم إيستوريا مانغولورام (تاريخ المنغول)، أنه خلال حفل تنصيب جيوك خان عام 1246، أُقيمت خيمة تتسع لنحو 2000 شخص على نهر تامير. دُعمت المظلة بأعمدة مزينة بأوراق ذهبية، وغُطي الجانب الداخلي للجدران بالمظلة. استندت التصاميم اللاحقة للعديد من المعابد على تساشير.